# Hans Gerschwiler
Hans Gerschwiler (n. 20 iunie 1921, Winterthur, cantonul Zürich, Elveția – d. 27 septembrie 2017, Pinehurst⁠(d), Comitatul Moore, Carolina de Nord, Carolina de Nord, SUA) a fost un patinator artistic ce a reprezentat Elveția, medaliat olimpic. A participat la 1 ediție a Jocurilor Olimpice (1948) în care a câștigat 1 medalie de argint.

## Participări
Lista de mai jos prezintă principalele competiții la care a participat Hans Gerschwiler de-a lungul carierei.
- pattinaggio di figura ai V Giochi olimpici invernali - Pattinaggio di figura maschile[*]